# Свети Онуфрий (Гръче)
„Свети Онуфрий“ (на гръцки: Οσίου Ονουφρίου) е късносредновековна православна църква, разположена край костурското село Гръче (Птелеа), Егейска Македония, Гърция.

## Местоположение
Църквата е разположена на 2-3 km северозападно от Гръче.

## История
Църквата според свидетелствата на жители на Птелея, е много стара. Разрушавана е 2-3 пъти в миналото от османците е възстановена от жители на Гръче. Тя е построена като параклис на съседния храм „Свети Николай“, който в XV - XVII век е католикон на манастир.